# Лебяжье (Томская область)
Лебяжье — исчезнувшая деревня в Колпашевском районе Томской области. На момент упразднения входила в состав Северского сельсовета. Упразднена в 1982 году.

## География
Деревня располагалась на правом берегу протоки Копыловская Кеть, в 8,5 км (по прямой) к северо-западу от деревни Север.

## История
Деревня была основана в 1901 году. В 1928 году деревня состояла из 6 хозяйств. В административном отношении входила в состав Северского сельсовета Колпашевского района Томского округа Сибирского края.
В 1960-е годы деревня попала в разряд не перспективных и по планам должна была быть сселена к 1975 году.
Решение № 56 Томского облисполкома от 17 марта 1982 г. в связи с выездом населения деревня Лебяжье исключена из учётных данных.

## Население
| 1926 | 1939 | 1952 | 1959 | 1970 | 1979 |
| ---- | ---- | ---- | ---- | ---- | ---- |
| 28   | ↗39  | ↗58  | ↗70  | ↘6   | ↘0   |

В 1926 году основным населением деревни были русские.